# Luis Basurto
Luis Gonzaga Basurto (Ciudad de México, 11 de marzo de 1920- 9 de julio de 1990), más conocido como Luis G. Basurto, fue un escritor de obras de teatro, director de escena, periodista y guionista mexicano. Estudió en la Facultad de Filosofía y Letras de la UNAM, posteriormente se recibió de abogado en la misma UNAM.
En 1942 a la edad de veinte años, se mudó a Hollywood para formarse en la elaboración de guiones para películas. A su regreso a México se relaciona con escritores y dramaturgos, de la mano de los cuales comienza su variada carrera como dramaturgo, director de escena, eximio director artístico y empresario teatral.
Fue un muy inquieto personaje del quehacer teatral de México, fue director de la Unión Nacional de Actores, coordinador del Teatro Popular de México, y director de la Compañía de Repertorio del Instituto Nacional de Bellas Artes.

## Obras
- Frente a la muerte (1954)
- Miércoles de ceniza
- El candidato de Dios
- Cada quien su vida (1983)